# Església de Crist Salvador (Riga)
L'Església de Crist Salvador (en letó: Kristus Pestītāja svetbildes pareizticīgo baznīca) és una Església Ortodoxa a la ciutat de Riga capital de Letònia, està situada al carrer Vienības, 76.